# Stora Härnösandstjärnen
Stora Härnösandstjärnen är en sjö i Ljusdals kommun i Hälsingland och ingår i Ljusnans huvudavrinningsområde. Sjön har en area på 0,0941 kvadratkilometer och ligger 366 meter över havet.

## Delavrinningsområde
Stora Härnösandstjärnen ingår i det delavrinningsområde (684740-147461) som SMHI kallar för Utloppet av Stora Härnösandstjärnen. Medelhöjden är 374 meter över havet och ytan är 1,46 kvadratkilometer. Det finns inga avrinningsområden uppströms utan avrinningsområdet är högsta punkten. Vattendraget som avvattnar avrinningsområdet har biflödesordning 5, vilket innebär att vattnet flödar genom totalt 5 vattendrag innan det når havet efter 183 kilometer. Avrinningsområdet består mestadels av skog (34 procent) och sankmarker (54 procent). Avrinningsområdet har 0,07 kvadratkilometer vattenytor vilket ger det en sjöprocent på 4,8 procent.